# Miklós László (politikus, 1954)
Miklós László (Nyíregyháza, 1954. december 6. –) magyar mérnök-közgazdász, politikus, országgyűlési képviselő (MSZP).

## Életpályája

### Iskolái
Az általános iskolát Nyírbátorban végezte el. A középiskolát Debrecenben járta ki; 1973-ban érettségizett a Vegyipari Technikum és Szakközépiskolában. 1974–1979 között a Veszprémi Vegyipari Egyetem szervező vegyészmérnök szakos hallgatója volt. 1983–1985 között a Marx Károly Közgazdaságtudományi Egyetem hallgatója volt.

### Pályafutása
1973-ban Kalocsán letöltötte kötelező sorkatonai szolgálatát. 1979-től a Magyar Kémikusok Egyesülete tagja. 1979–1982 között a Dunai Kőolajipari Vállalatnál mérnök-közgazdász volt. 1985–1990 között a Dunai Kőolajipari Vállalat tervgazdálkodási főosztályán dolgozott. 1988-tól a Magyar Közgazdasági Társaság tagja. 1990–1992 között vállalkozás-szervezési osztályvezető volt. 1992-től a Nitroit Rt. felügyelőbizottsági tagja volt. 1992–1994 között a Mol Rt. osztályvezetője volt. 1998-tól ismét a Mol-nál dolgozot.

### Politikai pályafutása
1975–1989 között az MSZMP tagja volt. 1976–1978 között a Veszprémi Vegyipari Egyetem KISZ-bizottsági titkára volt. 1982–1985 között a KISZ Pest Megyei Bizottságának gazdaság-politikai titkára volt. 1989-től az MSZP tagja. 1994–1998 között országgyűlési képviselő (Érd) volt. 1995–1998 között a Költségvetési és pénzügyi bizottság tagja volt. 1998-ban képviselőjelölt volt.

## Családja
Szülei: Miklós János (1917–1976) és Szabó Ilona (1932-?) voltak. 1978-ban házasságot kötött Kővári Julianna vegyészmérnökkel. Két gyermekük született: Melinda (1984–) és László (1987–).